# 항공사

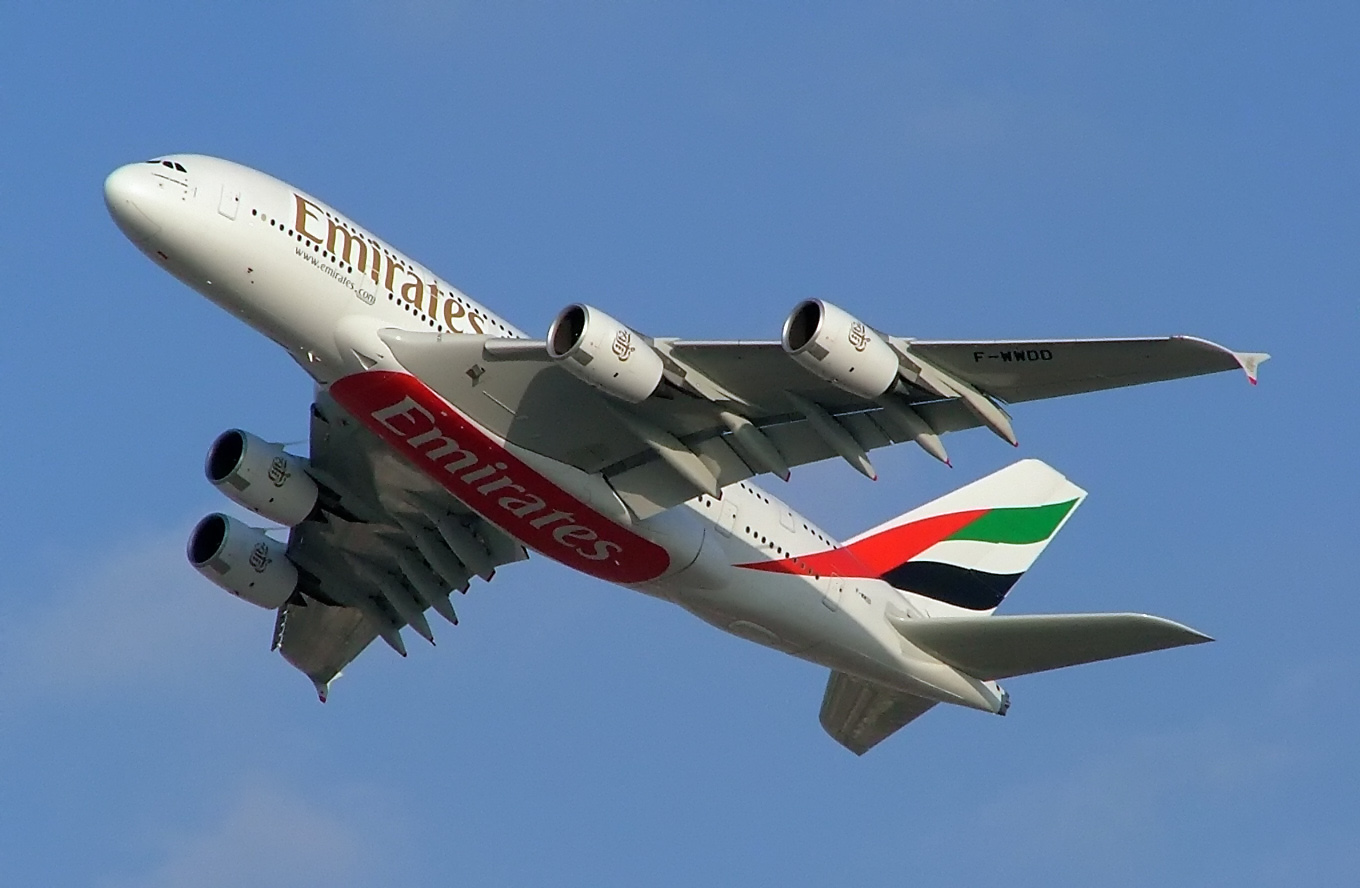

항공사(航空社, Airline)는 공인된 운항 증명이나 면허를 가지고 여객 및 화물에 대하여 항공 운송 서비스를 제공하는 회사이다. 이들은 자신이 소유한 항공기 또는 리스를 통해 획득한 항공기를 이용해 서비스를 제공하며, 여러 회사가 상호 이익을 위해 파트너십이나 항공동맹을 맺어 서비스를 제공하기도 한다.
항공사의 규모는 다양하여 작게는 한 대의 항공기를 이용해 화물이나 우편 운송을 하는 항공사부터,  크게는 수 백대의 항공기를 보유한 풀 서비스 항공사까지 다양하다. 항공사의 서비스는 대륙간, 대륙내, 국내, 국제 운송으로 나눌 수 있으며, 정기편과 전세편으로 나눌 수 있다.

## 역사

### 최초의 항공사
독일 비행선운수 주식회사(DELAG, Deutsche Luftschiffahrts-Aktiengesellschaft I)는 세계 최초의 항공사였다. 1909년 11월 16일 정부 지원으로 설립되었으며 체펠린 코퍼레이션(Zeppelin Corporation)에서 제작한 비행선을 운영했다. 본사는 프랑크푸르트에 있었다.
최초의 고정익 정기 항공사는 1914년 1월 1일에 시작되었다. 이 비행은 토니 야누스(Tony Jannus)가 조종했으며 플로리다주 세인트 피터스버그에서 플로리다주 탬파까지 비행했으며 세인트 피터스버그-탬파 에어보트 노선이 운항했다.

## 규제

### 국내 규제
많은 국가에는 정부가 소유하고 운영하는 국영 항공사가 있다. 완전 민간 항공사는 경제적, 정치적, 안전 문제로 인해 많은 정부 규제를 받는다. 예를 들어, 정부는 안전을 위협하지 않으면서 서로 다른 지역 간 사람, 통신, 상품의 자유로운 흐름을 보호하기 위해 항공사 노동 활동을 중단하기 위해 개입하는 경우가 많다.
미국, 호주, 브라질, 멕시코, 인도, 영국, 일본은 항공사에 대한 "규제를 완화"했다. 과거에는 이러한 정부가 각 항공사의 항공료, 노선 네트워크 및 기타 운영 요구 사항을 지시했다. 규제 완화 이후 항공사는 다양한 공항과 자체 운영 방식을 자유롭게 협상하고, 경로를 쉽게 출입하고, 항공료를 부과하고 시장 수요에 따라 항공편을 공급할 수 있게 되었다. 규제가 완화된 시장에서는 새로운 항공사에 대한 진입 장벽이 낮기 때문에 미국에서는 수백 개의 항공사가 창업했다(때로는 짧은 운영 기간 동안만). 이는 대부분의 시장에서 규제 완화 이전보다 훨씬 더 큰 경쟁을 불러일으켰다. 가격의 자유와 함께 추가된 경쟁은 신규 진입자가 제한된 수준에서 전체 서비스 항공사가 따라야 하는 매우 낮은 요금으로 시장 점유율을 차지하는 경우가 많다는 것을 의미한다. 이는 비용 기반이 더 높은 경향이 있는 기존 항공사의 수익성에 대한 주요 제약 사항이다.
결과적으로, 규제가 완화된 시장의 수익성은 대부분의 항공사에서 고르지 않는다. 이러한 요인으로 인해 일부 주요 항공사가 사업을 중단하게 되었고, 대부분의 저조한 신규 진입업체도 폐업하게 되었다.
미국의 항공산업은 4개의 대기업이 장악하고 있다. 산업 통합으로 인해 2015년 연료 가격이 크게 하락한 후 절감액 중 소비자에게 전달되는 부분은 거의 없었다.

### 국제 규제
국제민간항공기구(International Civil Aviation Organization)와 같은 그룹은 안전 및 기타 중요한 문제에 대한 세계적인 표준을 확립한다. 대부분의 국제 항공 교통은 특정 노선을 운항할 특정 항공사를 지정하는 국가 간 양자 협정에 의해 규제된다. 이러한 협정 모델은 제2차 세계대전 이후 미국과 영국 사이의 버뮤다 협정이었다. 이 협정은 대서양 횡단 비행에 사용될 공항을 지정하고 각 정부에 노선을 운영할 항공사를 지명할 수 있는 권한을 부여했다.
양자 협정은 한 국가 상공을 비행할 수 있는 자유부터 한 국가 내에서 국내 항공편을 제공할 수 있는 자유(캐보타지라고 알려진 매우 드물게 부여되는 권리)에 이르기까지 일반화된 교통권 그룹인 "항공의 자유"를 기반으로 한다. 대부분의 협정은 항공사가 본국에서 다른 나라의 지정된 공항으로 비행하는 것을 허용한다. 일부는 또한 해외에서 승객을 수송하는 동안 제3국 또는 다른 국가의 다른 목적지로 지속적인 서비스를 제공할 수 있는 자유를 확대한다.
1990년대에는 항공자유권 계약이 더욱 보편화되었다. 이 협정은 주 정부로부터 이러한 규제 권한 중 많은 부분을 가져오고 추가 경쟁을 위한 국제적 경로를 열어준다. 항공자유권 협정은 특히 유럽 연합 내에서 일부 비판을 받았다. 유럽 연합의 항공사는 연안 운항 제한으로 인해 미국에 비해 상대적으로 불리한 위치에 있다.

## 경제
2017년에는 전 세계적으로 45,091개 항공 노선을 통해 7조 7,500억 승객 킬로미터(평균 이동 거리 1,890km)에 걸쳐 4,190만 개의 상업용 정기 항공편(평균 탑재량 98명)을 통해 41억 명의 승객이 항공사를 통해 운송되었다. 2016년 항공운송은 7,044억 달러의 수익을 창출했고, 1,020만 명의 근로자를 고용했으며, 6,550만 개의 일자리와 2조 7천억 달러의 경제 활동을 지원했다. 이는 전 세계 GDP의 3.6%에 해당한다.
2016년 7월 주간 총 항공사 수용능력은 1,811억 가용좌석킬로미터(2015년 7월 대비 +6.9%): 아시아태평양 576억, 유럽 477억, 북미 462억, 중동 122억, 120억 라틴 아메리카에서는 10억 달러, 아프리카에서는 54억 달러이다.

## 환경
항공기 엔진은 소음 공해, 가스 및 미립자 배출물을 방출하고 지구 밝기 감소에 기여한다. 최근 몇 년 동안 산업이 성장하면서 많은 생태학적 문제가 제기되었다.
2001년부터 2006년까지 중국 국내 항공 운송은 연간 15.5% 성장했다. 같은 기간 전 세계 항공 여행 비율은 연간 3.7% 증가했다. EU에서는 항공으로 인한 온실가스 배출량이 1990년에서 2006년 사이에 87% 증가했다. 그러나 이는 항공편 증가와 비교되어야 한다. 영국에서만 1990년에서 2006년 사이에 터미널 승객이 10만 명에서 25만 명으로 증가했다. AEA에 따르면 매년 7억 5천만 명의 승객이 유럽 항공사를 통해 여행하며 유럽 내외 상품 가치의 40%를 공유한다. 일반적으로 항공사는 낮은 항공권 가격을 목표로 하는 "환경 운동가"의 압력도 없이 연료 소비(및 이와 관련된 가스 배출)를 줄이기 위해 가능한 모든 조치를 취한다. 또한 일부 보고서에 따르면 마지막 피스톤 동력 항공기는 2005년 평균 제트기만큼 연료 효율적이었다고 결론지을 수 있다.
주요 항공기 제조업체의 지속적인 효율성 개선에도 불구하고 전 세계 항공 여행에 대한 수요가 증가하면서 온실가스(GHG) 배출량이 증가했다. 현재 미국 국내 및 전 세계 해외 여행을 포함한 항공 부문은 전 세계 인위적 온실가스 배출량의 연간 약 1.6%를 차지하고 있다. 북미는 항공 연료 사용으로 인한 세계 온실가스 배출량의 거의 40%를 차지한다.
평균 3,200km(2,000마일)의 항공 비행에서 승객 1인당 연소되는 제트 연료로 인한 CO2 배출량은 약 353kg(776파운드)이다. 3,200킬로미터(2,000마일)의 항공 비행에서 승객 1인당 연소된 제트 연료와 관련된 자연 서식지 손실 가능성은 250평방미터(2700평방피트)로 추산된다.
기후 변화와 피크 오일의 맥락에서 항공 여행에 대한 과세 가능성과 항공의 총 외부 비용을 고려하기 위한 배출권 거래 제도에 항공을 포함시키는 것에 대한 논의가 있다.

## 호출부호
정기 항공편이나 전세 항공편의 각 운영자는 공항이나 항공 교통 관제소와 통신할 때 항공사 호출 부호를 사용한다. 이러한 호출 부호의 대부분은 항공사의 상호에서 파생되지만 역사, 마케팅 또는 영어 구어의 모호성을 줄여야 하는 필요성 때문에(조종사가 다른 항공기에 발행된 지침에 따라 실수로 항해 결정을 내리지 않도록) 일부 항공사와 공군은 상호와 덜 명확하게 연결된 호출 부호를 사용한다. 예를 들어, 영국항공(British Airways)은 이전 항공사 중 하나인 BOAC의 로고 이름을 딴 스피드버드(Speedbird) 콜사인을 사용하는 반면, 스카이유럽(SkyEurope)은 릴렉스(Relax)를 사용했다.

## 인원
다양한 유형의 항공사 직원에는 항공기 운항을 담당하는 비행 승무원이 포함된다. 비행 승무원에는 다음이 포함된다: 조종사(기장 및 부기장: 일부 구형 항공기에는 비행 엔지니어 및 항법사가 필요함), 승무원(대형 항공기의 사무장이 이끄는), 일부 항공사의 기내 보안 직원(특히 El Al)
공항 운영을 담당하는 지상 승무원에는 항공기의 비행 인증 및 항공기 유지 관리를 담당하는 항공 우주 및 항공 전자 엔지니어가 포함된다. 기체, 동력장치 및 전기 시스템 유지 관리를 담당하는 항공우주 엔지니어 항공 전자 및 장비 유지 관리를 담당하는 항공 전자 엔지니어. 기체 및 동력장치 기술자, 전기 시스템의 유지 관리를 담당하는 전기 시스템 기술자 항공편 운영자, 수하물 취급자 램프 에이전트, 원격 중앙 집중식 무게 및 균형 조정, 게이트 에이전트, 티켓 판매원, 승객 서비스 직원(예: 항공사 라운지 직원) 등이 포함된다. 예약 대행사는 일반적으로 공항 외부 시설에 있다.
항공사는 부사장이 광범위한 운영 영역(예: 유지보수, 비행 운항(비행 안전 포함), 승객 서비스 등)을 감독하는 기업 구조를 따른다. 대형 항공사는 항공사의 각 허브를 감독하기 위해 부사장을 임명하는 경우가 많다. 항공사는 규제 절차 및 기타 행정 업무를 처리하기 위해 변호사를 고용한다.

## 경향
소유권의 패턴은 1980년대 중반 이후 사유화되었다. 즉, 소유권이 점차 정부에서 민간 및 개인 부문이나 조직으로 바뀌었다. 이는 규제 기관이 일반적으로 수십 년 간격으로 더 큰 자유와 비정부 소유권을 허용함에 따라 발생한다. 이 패턴은 모든 지역의 모든 항공사에서 나타나는 것은 아니다. 1940년대부터 1980년대 사이에 운항된 많은 주요 항공사는 정부 소유이거나 정부가 설립한 항공사였다. 그러나 1920년대와 1930년대 항공 여행 초창기의 대부분의 항공사는 개인 사업체였다.
성장률은 모든 지역에서 일관되지는 않지만 항공 산업의 규제가 완화된 국가에서는 경쟁이 더 치열하고 가격 책정의 자유도가 더 높다. 이로 인해 요금이 낮아지고 때로는 교통량이 급격히 증가한다. 미국, 호주, 캐나다, 일본, 브라질, 인도 및 기타 시장에서 이러한 추세가 나타난다. 업계는 재무 성과가 주기적으로 나타나는 것으로 관찰되었다. 4~5년간의 실적 부진이 5~6년의 개선을 앞선다. 그러나 호황기에도 수익성은 일반적으로 이자 및 세금을 제외한 순이익이 2~3% 정도로 낮다. 수익이 날 때 항공사는 수요 증가에 맞춰 차세대 항공기를 임대하고 서비스를 업그레이드한다. 1980년 이후 업계는 전성기 동안 자본 비용을 회수하지 못했다. 반대로, 불경기에는 손실이 극적으로 악화될 수 있다. 워렌 버핏은 1999년에 "항공이 시작된 이래로 이 나라의 모든 항공 회사가 벌어들인 돈은 0이었다. 절대 0이다."라고 말했다.
많은 성숙 산업과 마찬가지로 통합이 추세이다. 항공사 그룹은 제한된 양자 파트너십, 항공사 간의 장기적이고 다면적인 제휴, 지분 약정, 합병 또는 인수로 구성될 수 있다. 정부는 종종 다른 국가에 있는 회사 간의 소유권과 합병을 제한하기 때문에 대부분의 통합은 한 국가 내에서 이루어진다. 미국에서는 1978년 항공 규제 철폐법 이후 200개 이상의 항공사가 합병, 인수 또는 폐업했다. 많은 국제 항공사 관리자들은 더 높은 경제성과 효율성을 달성하기 위해 더 큰 통합을 허용하도록 정부에 로비를 하고 있다.

## 유형
여객 항공사에는 주로 여러 유형이 있다.
- 주요 항공사(mainline airlines): 지역 제휴사 또는 자회사가 아닌 항공사의 주요 운영 단위로 항공편을 운항한다.
- 지역 항공사, 즉 지역 항공기를 운항하는 비주요 항공사
- 저비용 항공사: "기본", "깔끔함" 및 저렴한 서비스를 제공하는 항공사
- 비즈니스 클래스 항공사: 비즈니스 여행자를 대상으로 한 항공사로 모든 비즈니스 클래스 좌석과 편의 시설을 갖추고 있다.
- 전세 항공사: 정규 일정 간격 외에 운항하는 항공사
- 국책 항공사(Flag Carriers): 역사적으로 국영 항공사로서 해외에서 해당 국가를 대표하는 것으로 간주되었다.
- 레거시 항공사: 1978년 항공 규제 완화법 이전의 미국 항공사

## 같이 보기
- 전세 항공사
- 항공동맹
- Airliners.net
- 공항의 보안
- 항공 안전
- 항공자유권
- 화물 항공사
- 국내선
- 연방항공국
- 기내지
- 국제 항공 운송 협회
- 국제선
- 저비용 항공사
- 지역 항공사
- 미국 교통안전청

### 관련 목록
- 항공사 코드
- 저비용 항공사 목록
- 국책 항공사
- 규모별 항공사 목록